# Золотой колос (фонтан)
Фонтан «Золотой колос» — один из трёх главных фонтанов ВДНХ. Расположен в центре верхнего пруда. Общая высота фонтана — 16 м, высота струй достигает 25 м.

## Первый фонтан

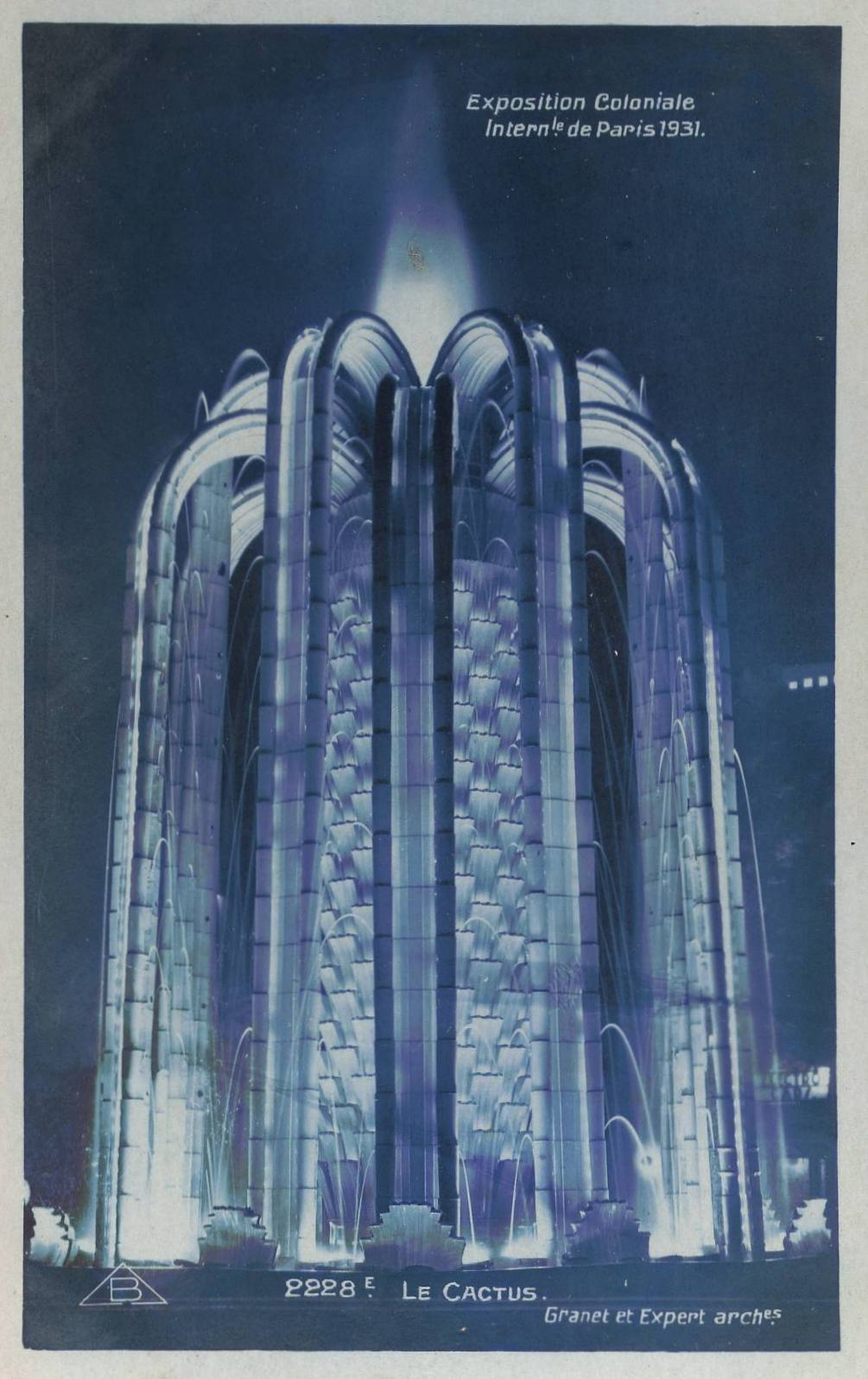
Le Cactus, 1931 год

Фонтан в центре пруда был задуман ещё на этапе разработки генерального плана Всесоюзной сельскохозяйственной выставки (ВСХВ) 1937 года. Главный архитектор ВСХВ В. Олтаржевский запроектировал прогулочную зону вокруг фонтана и пруда, окружённого торговыми павильонами «Главконсерв», «Главтабак», «Главчай», «Главкондитер» «Главпиво», «Главхолод», «Главликёрводка» и Главным рестораном. Над фонтаном вместе с Олтаржевским работал архитектор И. А. Петров — будущий создатель Главного ботанического сада РАН.
Фонтан «Колос» был создан Олтаржевским под впечатлением от фонтана «Кактус» архитекторов Андре Гране и Роже-Анри Экспера для Колониальной выставки в Париже 1931 года. «Колос» был собран из медных листов и выделялся на фоне белоснежных павильонов. Однако выбор материала сделал «Колос» недолговечным: металл темнел и рушился, так что фонтан буквально за несколько лет пришёл в негодность и был окончательно разобран в 1949 году.

## Второй фонтан
К открытию обновлённой ВДНХ в 1954 году автор двух других главных фонтанов выставки «Дружбы народов СССР» и «Каменного цветка» архитектор Константин Топуридзе вместе со скульптором Прокопием Добрыниным в центре пруда № 3 создал обновлённый «Золотой колос».
Новая версия была значительно больше в размерах — «Колос» достиг высоты 16 метров. Примечательно, что перед строительством фонтана была создана его полноразмерная копия из глины. Фонтан обслуживался двумя насосными агрегатами мощностью 110 кВт и производительностью 200 литров в секунду. С их помощью из насадок, расположенных в «зёрнах», били 66 струй, 30 из которых достигали 25 метров. Вместо меди был использован железобетон, покрытый золотой и красной смальтой. На основании, покрытом серым гранитом, установили покрытые смальтой рога изобилия.

## Современное состояние

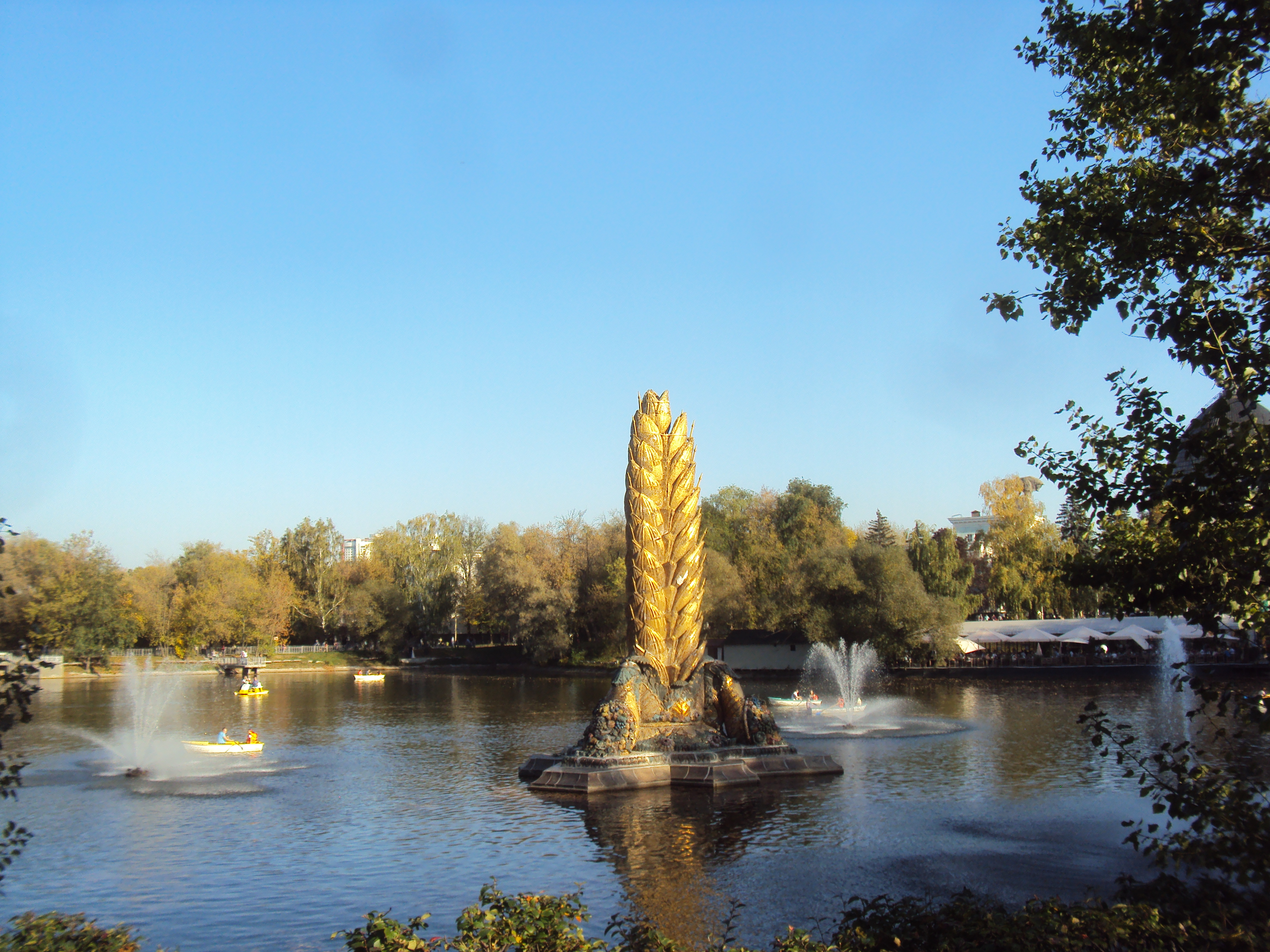
Неработающий фонтан, 2015 год

С 1980-х годов фонтан постепенно ветшал, и в 1990-е был выключен. В 2014 году специалисты ГБУ «Гормост» укрепили остов фонтана и законсервировали спецсоставами от дальнейшего разрушения.
В 2014 и 2015 годах фонтан несколько раз становился частью световых шоу. В октябре 2014 года в пруду проводилось светомузыкальное шоу в рамках фестиваля «Круг Света». Летом 2015 года фонтан стал частью площадки костюмированного бала Midsummer Night’s Dream 2015. Осенью 2015 художница Марго Трушина вместе с командой Sila Sveta в рамках VI Московской Биеннале современного искусства и инсталляции создали на фонтане мэппинг под названием «The Tomorrow That Never Was/Завтра, которого не было».
С лета 2017 года «Золотой колос» находился на реставрации. 
15 июля 2018 года состоялся запуск обновлённого фонтана.